# 1999
Évszázadok: 19. század – 20. század – 21. század
Évtizedek: 1940-es évek – 1950-es évek – 1960-as évek – 1970-es évek – 1980-as évek – 1990-es évek – 2000-es évek – 2010-es évek – 2020-as évek – 2030-as évek – 2040-es évek
Évek: 1994 – 1995 – 1996 – 1997 –  1998 – 1999 – 2000 – 2001 – 2002 – 2003 – 2004

## Események

### Január
- január 1.
  - Az ECU átnevezésével elszámolási pénzként megjelenik az euró, mint az Európai Unió hivatalos valutája.
  - Magyarországon átszámozzák a főutakat. (A 100-as útból és a 10-es út Almásfüzitő-országhatár szakaszából 1-es, a 30-as út Budapest és Gyöngyös között 3-as, az 50-es út Budapest-Kecskemét-Dél között 5-ös, a 70-es út Budapest és Siófok között 7-es főút lesz.)
- január 24. – A deutschlandsbergi autóbusz-balesetben 18 szombathelyi és kőszegi diák veszti életét.
- január 25. – A Richter-skála szerinti 6-os erősségű földrengés rázza meg Kolumbiát, legalább 1000 ember halálát okozva.

### Február
- február 1. – Szlovénia hivatalosan felvételét kéri az Európai Unióba.[1]
- február 6. – A sikertelen rambouillet-i Koszovó-konferencia kezdete.
- február 8. – Veszprémben felavatják az amerikai segítséggel kialakított Légtérszuverenitási Hadműveleti Központot (ASOC).

### Március
- március 12. – Magyarország, Csehország és Lengyelország belépése a NATO-ba.
- március 16. – Brüsszelben – a három új NATO–tagország miniszterelnökeinek, köztük Orbán Viktor jelenlétében – ünnepélyesen felvonják a három nemzet zászlaját.
- március 18. –  Megnyitják a Magyar Fotográfusok Házát a Nagymező utcában, Budapesten.[2]
- március 24.–június 10. – A Koszovói konfliktus (háború) a NATO és Jugoszlávia között.

### Április
- április 12. – A Seres Zoltán elleni merénylet Tahitótfalun.
- április 20. – Ámokfutás a Columbine High Schoolban. (A coloradói Columbine-ban két tizenéves fiú 13 diáktársát és egy tanárát öli meg, majd öngyilkosok lesznek.)[3]

### Május
- május 29. – Ismét Olusegun Obasanjo lesz Nigéria elnöke.[4]

### Június
- június 12. – A KFOR (Kosovo International Security Force) első egységei megérkeznek Koszovóba.
- június 19. – 29 európai ország írja alá a Bolognai Nyilatkozatot, melynek fő célkitűzése, hogy 2010-re létrejöjjön az egységes Európai Felsőoktatási Térség.

### Július
- július 7. – Diáktüntetések kezdődnek Iránban, melyek eltartanak július 13-ig.
- július 23. – VI. Mohammed foglalja el Marokkó trónját.
- július 29–30. – Nemzetközi konferencia a balkáni stabilitásról Szarajevóban.

### Augusztus
- augusztus 5. – Crna Gora javaslata a Jugoszláv Szövetségi Köztársaság helyén felállítandó „Szerb–Crna Gora-i Közösségről”.
- augusztus 7. – Csecsen fegyveresek támadást hajtanak végre dagesztáni célpontok ellen, kiprovokálva ezzel a második csecsen háborút.
- augusztus 9. – Budapesten, a Hajógyári-szigeten rendezett Sziget Fesztiválon, menet közben leszakad egy körhinta több gondolája, melynek következtében egy 25 éves fiatalember – 2 nappal később – meghal.
- augusztus 11. – Magyarországon is jól látható teljes napfogyatkozás. A napfogyatkozás alkalmából Pécsett a planetárium udvarán egy időkapszulát ásnak el, hogy 2081. szeptember 3-án nyissák ki újra.
- augusztus 16. – Az orosz Állami Duma bizalmat szavaz Borisz Jelcin elnök kormányfőjelöltjének, Vlagyimir Putyinnak, a Szövetségi Biztonsági Szolgálat (FSZB) főnökének.[5]
- augusztus 17. – Egy északnyugat-törökországi 7,4-es földrengés több mint 17 000 ember halálát okozza. (A sérültek száma 44 000.)
- augusztus 26. – A második csecsen háború kezdete.[6]

### Szeptember
- szeptember 30. – Érvényét veszti az 50 filléres érme.

### Október
- október 1. – II. János Pál pápa Európa társvédőszentjei közé emel három női szentet, Svédországi Szent Brigittát, Sziénai Szent Katalint és Keresztes Szent Terézia Benediktát.[7]
- október 31. – A katolikus és az evangélikus egyház képviselői Augsburgban közös nyilatkozatot írnak alá a megigazulásról.

### November
- november 30. – Marrákesben, az UNESCO Világörökség Bizottságának ülésén felveszik a Hortobágyi Nemzeti Park egész területét a Világ Kulturális és Természeti Örökségének listájára.

### December
- december 2. – David Trimble vezetésével megalakul a belfasti kormány, így 27 év után megszűnik London közvetlen irányítása Észak-Írország fölött.
- december 8. – Borisz Jelcin orosz és Aljakszandr Lukasenka belorusz elnök Moszkvában aláírja a Belarusz és Oroszország államszövetségéről szóló szerződést, amely a kölcsönös ratifikáció után, 2000. január 26-án lép életbe.[8]
- december 15. – Leég a Budapest Sportcsarnok.
- december 31. – Borisz Jelcin orosz elnök lemond hivataláról, utódjául Vlagyimir Putyint jelöli ki, mint ügyvezető elnök.[5]

## Az év témái

### 1999 a filmművészetben
- Amerikai pite
- Harcosok klubja
- Mátrix
- Hatodik érzék
- A múmia
- Toy Story – Játékháború 2.
- Tarzan
- Csillagok háborúja: Baljós árnyak
- Halálsoron (film)

### 1999 az irodalomban
- J. K. Rowling – Harry Potter és a bölcsek köve
- Stephen King – Atlantisz Gyermekei
- Stephen King – Tom Gordon, segíts!
- Somlyó György – Mesék a mese ellen – Contrefables (versek), Jelenkor

### 1999 a sportban
- Mika Häkkinen megszerzi második Formula–1-es világbajnoki címét a McLaren-Mercedes csapattal.
- Az MTK nyeri az NB 1-et. Ez a klub 21. bajnoki címe.

### 1999 a televízióban
- A Mindent vagy semmit! játék utolsó adása a TV2-n, Vágó Istvánnal
- Az RTL Klub kereskedelmi csatorna elkezdte sugározni magyar szinkronnal a nagysikerű Paula és Paulina című mexikói telenovellát
- A TV2 kereskedelmi csatorna elkezdte sugározni a Rosalinda című mexikói telenovellát.
- A TV2 kereskedelmi csatorna elkezdte sugározni a Marimar című mexikói telenovellát.
- Az RTL Klub kereskedelmi csatorna elkezdte sugározni a Tiltott szerelem című venezuelai telenovellát.
- Az RTL Klub kereskedelmi csatorna elkezdte sugározni az Esmeralda című mexikói telenovellát.
- November 14-én a Magyar Televízió elkezdi sugározni a Főtér című műsorát.
- December 6-án este elkezdi működését Magyarország legrégebbi gyerekcsatornája, a Minimax
- December 17-én, alig három hónappal a magyarországi premier előtt véget ért Argentínában a Vad angyal című telenovella.
- December 30-án, 12 év és 331 epizód után véget ért a Szomszédok című teleregény a Magyar Televízió műsorán.

### 1999 videójátékai
- Crash Team Racing
- Counter strike béta
- Heroes Of Might And Magic: Kings of Erathia

### 1999 új világörökségi helyszínei
- Hortobágyi Nemzeti Park

### 1999 a zenében
- Ace of Base: Singles of the 90s
- AD Studio: Páratlan páros
- ATB: Movin’ Melodies
- Ámokfutók: Ezüst eső
- Korda György Balázs Klári: Búcsúzz szépen el
- Baby Sisters: Légy a partnerem!
- Backstreet Boys: Millennium
- Beck: Midnite Vultures
- Bery: Ébredj velem!
- Bomfunk MC’s: In Stereo
- Bon-Bon: The Name Is Bon...Bon-Bon
- Charlie: Greatest Hits
- Color: Color 3. (1984-es felvétel, 1999-es kiadás)
- Captain Jack: The Captain's Revenge
- Joe Cocker: No Ordinary World (Európa)
- Tátrai Band: Mexicano
- C’est La Vie: Múljon hát
- Blondie: No Exit
- Christina Aguilera: Christina Aguilera
- DJ BoBo: Level 6 / The Ultimate Megamix '99
- Dido: No Angel
- Dolly Roll: Poperett
- Missy Elliott: Da Real World
- Destiny’s Child: The Writing's on the Wall
- Deep Purple: Abandon
- Blink-182: Enema of the State
- Britney Spears: …Baby One More Time
- Five: Invincible
- Fresh: Boogie Nights
- Geri Halliwell: Schizophonic
- George Michael: Songs From The Last Century
- Gigi D’Agostino: L’Amour Toujours
- Groovehouse: 1
- Edda Művek: Nekem nem kell más
- Enrique Iglesias: Enrique
- Eminem: The Slim Shady LP
- Richard Sanderson: Legend: Visiting The Testament
- Eichinger Band: Üzenet a kertből
- Eiffel 65: Europop
- Zámbó Jimmy: Dalban mondom el
- Happy Gang: Best Of
- Jazz+Az: Egynek jó
- Jamiroquai: Synkronized
- Jennifer Lopez: On the 6
- Kelis: Kaleidoscope
- Keresztes Ildikó: Nem tudod elvenni a kedvem...
- Kovács Kati: Édesanyámnak szeretettel
- Kovács Ákos: Ismerj fel / Call My Name
- Mariah Carey: Rainbow
- Macy Gray: On How Life Is
- Melanie C: Northern Star
- Metallica: S&M
- Mike Oldfield: Guitars / The Millenium Bell
- Muse: Showbiz
- Nancy Sinatra: How Does It Feel?
- Nevergreen: Ámok
- Nightwish: Walking in the Air, Sleeping Sun
- Nine Inch Nails: The Fragile
- Pap Rita: Suli Buli
- Picasso Branch: Álmodj rólam / Picasso Branch
- Prezioso Feat. Marvin: Back to Life
- Queen: Greatest Hits III
- Red Hot Chili Peppers: Californication
- Ricchi e Poveri: Parla col cuore
- Roxette: Have a Nice Day
- Santana: Supernatural
- Ricky Martin: Ricky Martin
- Sean Combs: Forever
- Scooter: Back to the Heavyweight Jam
- Snoop Dogg: No Limit Top Dogg
- Slipknot: Slipknot
- Shygys: Vágyom rád
- Smash Mouth: Astro Lounge
- Simply Red: Love and the Russian Winter
- Suzi Quatro: Free the Butterfly
- Szandi: Kedvenc dalaim
- Lou Bega: A Little Bit Of Mambo
- Solaris: Nostradamus - Próféciák könyve
- Sting: Brand New Day
- Pet Shop Boys: Nightlife
- T-Monográf: Tamagocsi
- Texas: The Hush
- Tankcsapda: Ha zajt akartok! és Tankológia
- Tina Turner: Twenty four-seven
- The Cranberries: Bury the Hatchet
- TLC: FanMail
- Unisex: Csoda az élet
- Vengaboys: The Party Album
- Van Halen: Van Halen III
- Vincze Lilla: Titanic
- Venus: Egy új érzés
- V-Tech: Nem szabad sírni
- V.I.P.: Szükségem van rád
- Zámbó Jimmy: Dalban mondom el
- Zoltán Erika: Szívem a főnyeremény!
- Westlife: Westlife
- Blur: 13

## Születések
- január 6.
  - Kacper Stokowski lengyel úszó

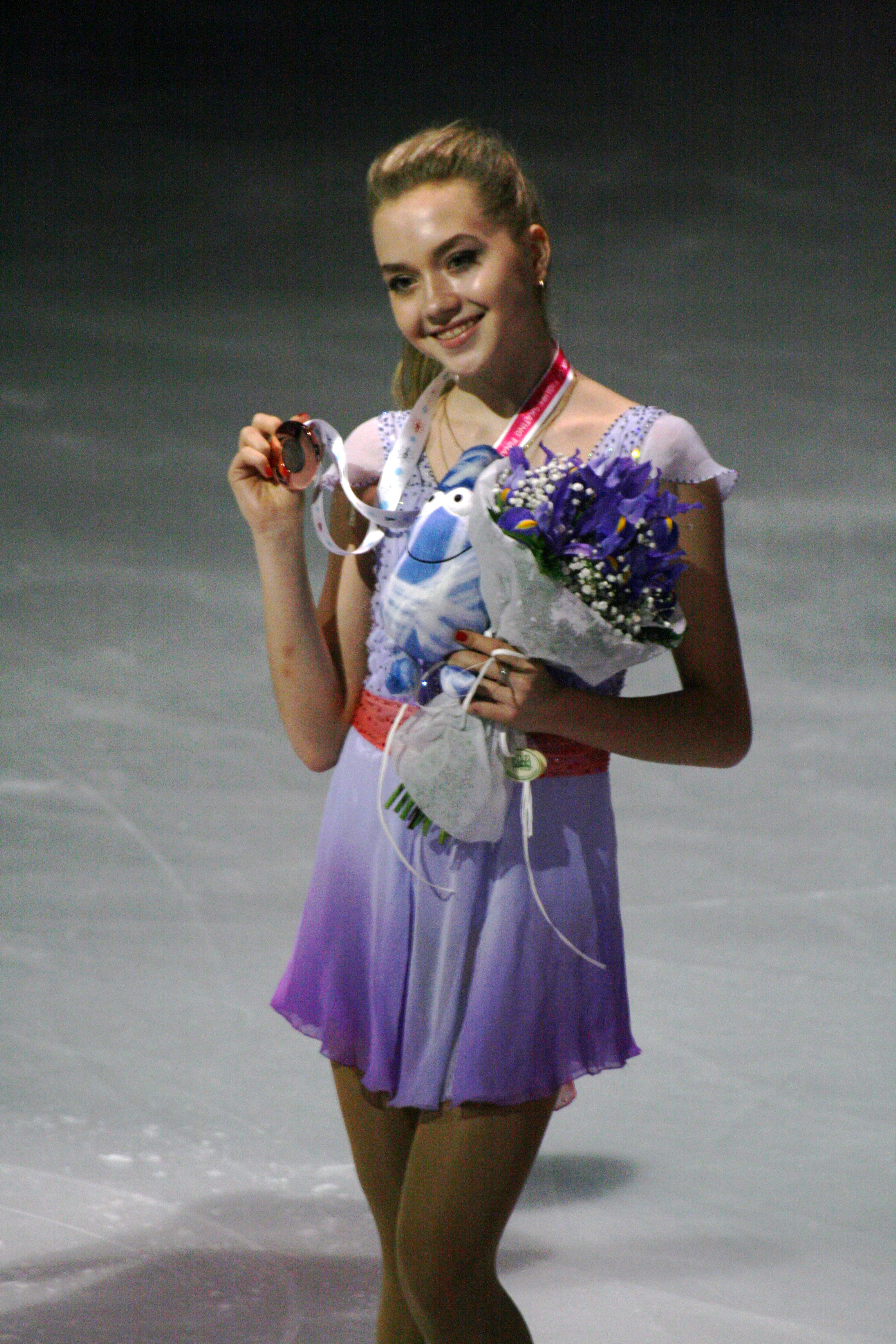
Jelena Ragyionova

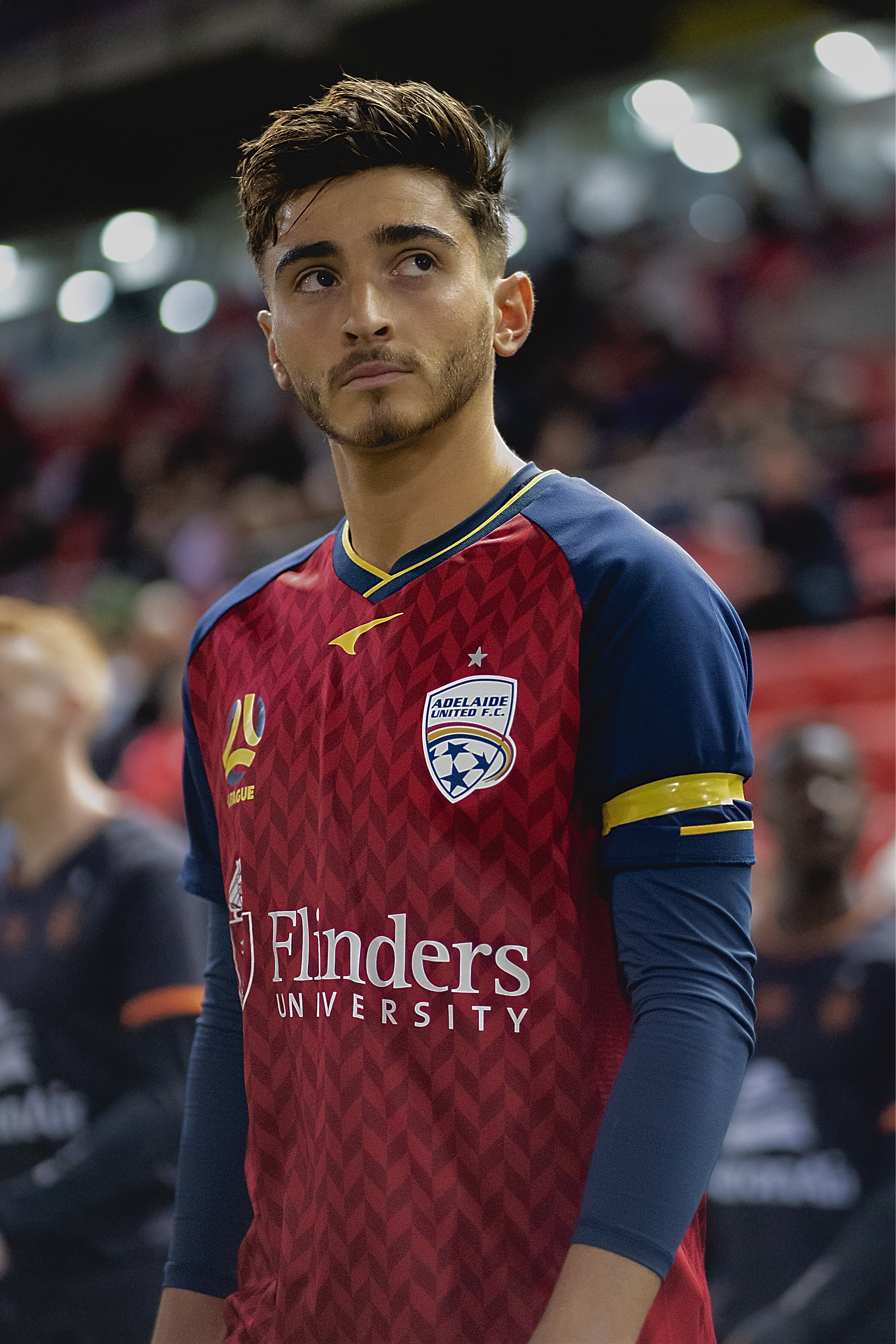
Josh Cavallo

  - Jelena Ragyionova orosz műkorcsolyázó
- január 18. – Tóth Andrea magyar énekesnő
- február 11. – Andrij Lunyin ukrán labdarúgó
- február 21. – Adem Asil török tornász
- március 1. – Petko Hrisztov bolgár labdarúgó
- március 14. – Prozlik Robin műlesikló
- március 6. – Dylan Schmid kanadai színész
- április 3. – Jarred Vanderbilt amerikai kosárlabdázó
- április 20. – Andreas Sargent Larsen dán műugró
- április 26. – Penke Soma magyar szinkronszínész
- május 7. – Simay Barlas török színésznő
- május 11. – Sabrina Carpenter amerikai énekes-dalszerző, színésznő
- május 14. – Miguel Porteous új-zélandi síakrobata, olimpikon
- május 28. – Cameron Boyce amerikai színész († 2019)
- június 18. – Trippie Redd amerikai rapper
- június 25. – Collin Gillespie amerikai kosárlabdázó
- július 26. – Birk Irving ifjúsági olimpiai bajnok amerikai síakrobata
- augusztus 7. – Bryan Mbeumo francia születésű kameruni válogatott labdarúgó
- augusztus 26.
  - Naz Reid amerikai kosárlabdázó
  - Patai Anna magyar színésznő, énekesnő
- szeptember 7. – Gracie Abrams amerikai énekes, dalszerző
- szeptember 15. – Jaren Jackson Jr. amerikai kosárlabdázó
- szeptember 16. – Jan Cięciara lengyel színész
- szeptember 23. — Szökrönyös Dániel labdarúgó
- október 3. – Aramis Knight amerikai színész
- október 12. – Ferdia Walsh-Peelo ír színész, énekes
- október 13. – Piros Zsombor magyar junior teniszjátékos
- október 15. – Alexei Sancov moldáv úszó
- október 20. – YoungBoy Never Broke Again amerikai rapper
- november 13. – Josh Cavallo ausztrállabdarúgó
- november 30. – Opitz Barbara magyar énekesnő
- december 16. – Dolan ikrek amerikai humorista duó

## Nobel-díjak
| fizikai            | Gerardus ’t Hooft és Martinus J.G. Veltman holland fizikusok           |                                                                            |
| kémiai             | Ahmed Zewail egyiptomi kémikus                                         |                                                                            |
| orvosi-fiziológiai | Günter Blobel német származású amerikai orvos                          |                                                                            |
| irodalmi           | Günter Grass német író                                                 |                                                                            |
| béke               | Orvosok Határok Nélkül (Médecins Sans Frontieres) nemzetközi szervezet | „A szervezet több kontinensen végzett úttörő humanitárius tevékenységéért” |
| közgazdasági       | Robert A. Mundell kanadai közgazdász                                   |                                                                            |